# التحليل المتساوي

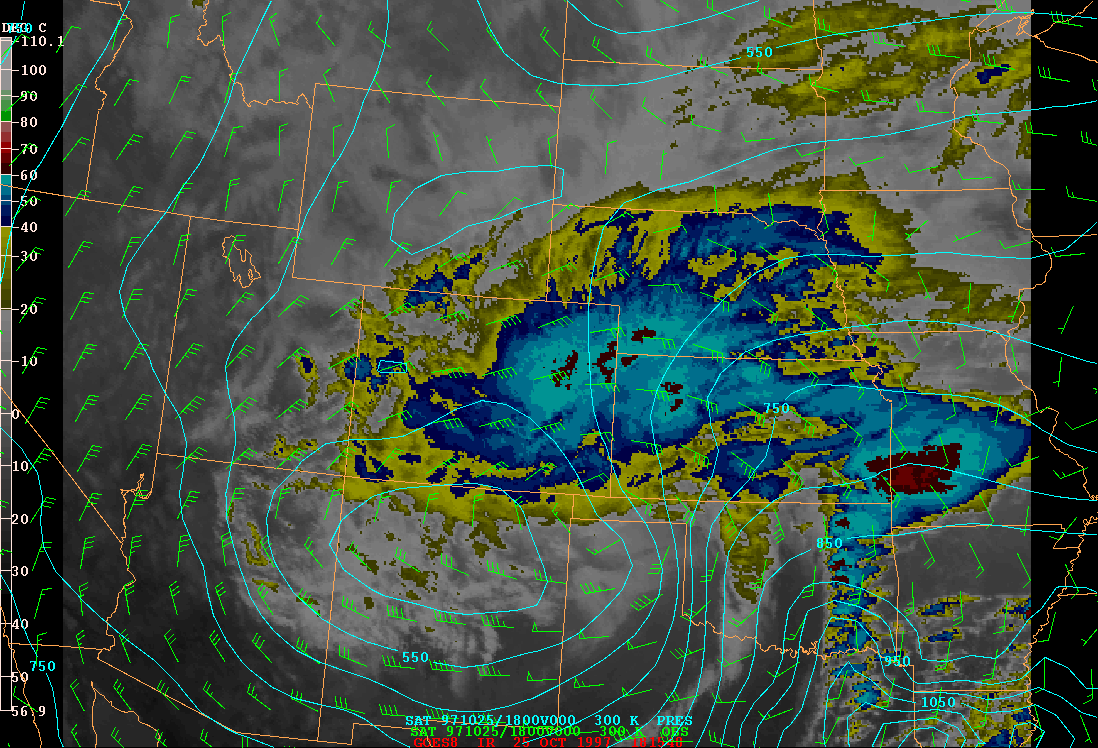
تحليل متساوي الأضلاع لـ 300 كلفن متناح في صور الأقمار الصناعية للطقس للسحب أثناء الثلج في كولورادو

التحليل المتساوي في علم الأرصاد الجوية هو تقنية لإيجاد الحركة الأفقية والعمودية للهواء أثناء عملية ثابة فوق سطح الكوكب. لا ينطوي التغيير في موضع الغلاف الجوي بعد السطح المتساوي ولا يشمل التغيرات في درجة الحرارة والرطوبة.
يمكن لمثل هذا التحليل تقييم استقرار الكتلة الهوائية في الاتجاه الأفقي وسيتشكل الهواء الذي يمر فوق هذا السطح إلى سحب الحمل الحراري أو الغيوم الطبقية، وهو يعتمد على دراسة خرائط الطقس أو اقسام مسطحة من نطاق درجة الحرارة التي يمكن العثور عليها في طبقة التروبوسفير.
على نطاق شامل، يتم دمج التحليل المتساوي مع جبهات الطقس: حيث توجد جبهات دافئة تعبر درجات الحرارة التي يمكن اختيارها من الأقل إلى الأعلى، بينما الجبهات الباردة هي المكان الذي تتجه فيه الرياح.
وبالتالي يمكن أن تكون السحب والسقوط السينوبتيكي أفضل في مناطق أفقية مقارنة بالخرائط متساوية الضغط التقليدية من المقياس المتوسط في الإعتبار، حيث ستمر الطرود الهوائية التي تتحرك عموديا بدرجات حرارة مختلفة، وسيكون من الجيد إذا تم تقليل قيمة الخطوط في الأعلى، أو الاستقرار إذا زادت.